# Sistema americano (programa econômico)

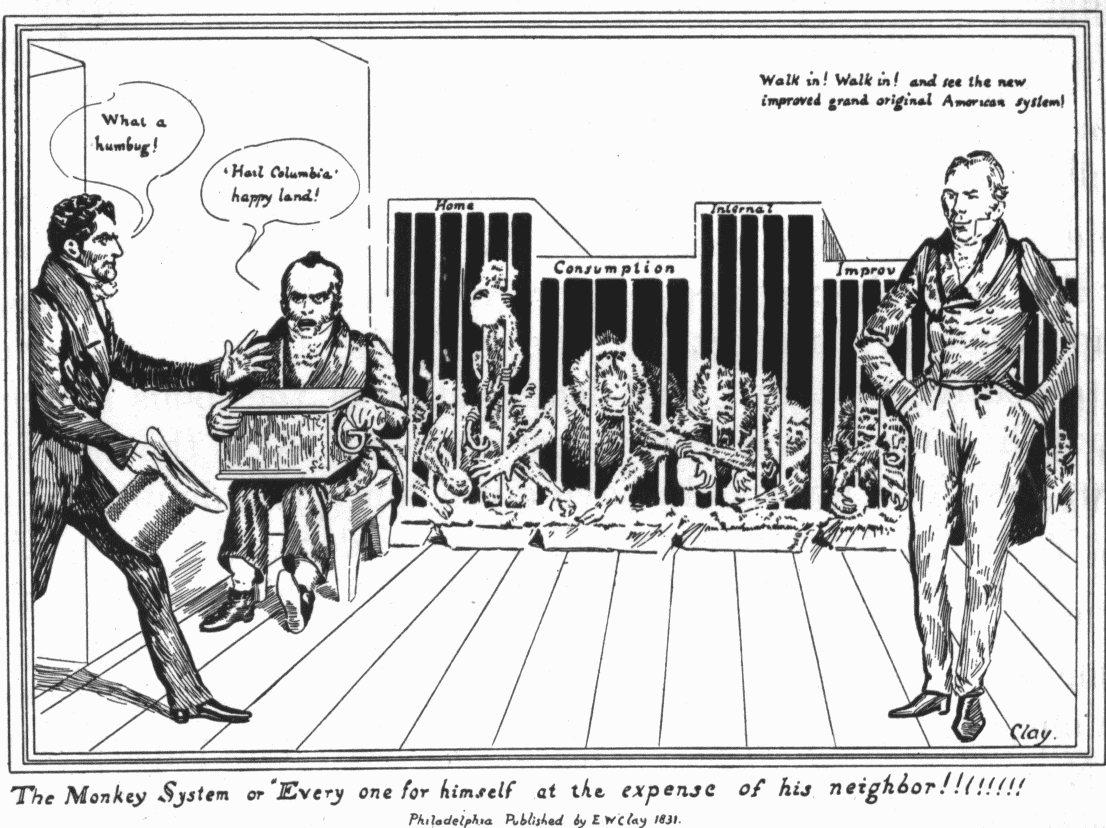
O sistema dos macacos ou Cada um por si - Henry Clay diz "Venha e veja o novo, melhorado, original e grande Sistema Americano!" Esta caricatura de 1831 ridiculariza o Sistema Americano de Clay, com macacos, cujas jaulas representam os diferentes setores da economia de uma nação, roubando um ao outro os recursos (comida), e críticos descrevendo o espetáculo como uma fraude.

O Sistema Americano foi um programa econômico baseado sobre as idéias da "escola americana" de Alexander Hamilton, desenvolvidas depois por Friedrich List, que consistiam em uma alta tarifa alfandegária para apoiar a indústria nacional, bem como a abertura de estradas e um banco nacional para encorajar empreendimentos produtivos e emitir uma moeda nacional. Este programa foi projetado para possibilitar que os Estados Unidos crescessem e prosperassem, providenciando uma defesa contra a concorrência de produtos estrangeiros mais baratos, principalmente, na época, os do Império Britânico.
O sistema foi primeiramente proposto — e largamente aprovado — durante a chamada Era dos Bons Sentimentos, depois da Guerra de 1812, que produziu um senso de nacionalismo e uma consciência de que a infraestrutura econômica carecia de apoio. O Congresso aprovou uma tarifa protecionista e um banco nacional. No Congresso os principais defensores foram Henry Clay, de Kentucky, e John C. Calhoun, da Carlolina do Sul. Calhoun foi especialmente veemente na defesa da construção de uma base industrial e de um sistema de transportes, como u'a matéria de defesa nacional. A mais forte base de apoio parlamentar no Congresso veio dos estados de Nova Iorque e Pensilvânia, ambos os quais sonhavam tornar-se "empire states" ou "keystone states" promovendo uma rápida industrialização. A principal oposição veio de John Randolph, que dizia que a Constituição não permitia semelhantes programas.

## Pontos principais
O programa tinha três pontos principais:
1. O estabelecimento de uma tarifa protecionista; uma taxa de 20%-25% sobre os produtos importados, que protegeria a indústria nacional da concorrência estrangeira. O Congresso aprovou uma tarifa em 1816, que tornou as mercadorias européias mais caras e estimulou os consumidores a comprar os produtos feitos nos Estados Unidos, relativamente mais baratos.
2. O estabelecimento de um banco central que promoveria a emissão de uma moeda única, tornaria mais fácil o comércio, e emitiria o que foi chamado sovereign credit, i.e., títulos de débito emitidos pelo governo nacional, de preferência aos tomados do sistema bancário privado. Em 1816, o Congresso criou o Second Bank of the United States.
3. O desenvolvimento da infra-estrutura do país, especialmente dos sistemas de transporte, tornando o comércio mais fácil e mais rápido para todos. Estradas insuficientes faziam com que o comércio fosse lento e custoso.

Este programa tornou-se um dos principais pontos do Partido Whig de Henry Clay e Daniel Webster. Ele foi combatido pelo Partido Democrata de Andrew Jackson, Martin Van Buren, James K. Polk, Franklin Pierce, e James Buchanan antes da Guerra de Secessão.
Entre os mais importantes melhoramentos internos executados sob o Sistema Americano estão o Canal de Erie e a Cumberland Road.